# Редковський Микола Іванович
Микола Іванович Редковський (нар. 20 травня 1921 — пом. 16 серпня 2008) — радянський офіцер-артилерист, Герой Радянського Союзу (1945), учасник німецько-радянської війни.

## Біографічні відомості
Народився 20 травня 1921 року в селі Берикуль Іжморського району Кемеровської області в сім'ї робітника. В 1939 році закінчив середню школу і вступив до Томського гірничого інституту на геологічно-розвідковий факультет. Але, не закінчивши семестру, був мобілізований в армію, в Томське артилерійське училище.
Після закінчення училища на початку червня 1941 року був направлений у військову частину, яка була розташована в Вільнюсі де став командиром взводу управління артилерійської батареї. Почалась Німецько-радянська війна.
23 червня 1941 молодший лейтенант Редковський у складі окремого артилерійського дивізіону 11-ї армії Північно-Західного фронту вступив у бій з підрозділами 56-го моторизованого корпусу групи армій «Північ» на підступах до Вільнюсу. За 2 дні оборонних боїв артилеристи і стрільці понесли великі втрати і змушені були відступити до Мінська в смугу оборони військ Західного фронту. Тут Редковскій брав участь у ряді боїв і знову під натиском противника відступив до Смоленська. 18 серпня 1941 під Смоленськом був поранений. Після лікування був призначений командиром батареї полку 4-го кавалерійського корпусу, який починав оточення Сталінградського угруповання гітлерівських військ.
Із липня 1942 року М. І. Редковський був командиром мінометної батареї у складі мінометного полку 21-й гірсько-кавалерійської дивізії 8-го кавалерійського корпусу.
На початку лютого 1943 корпус увійшов до складу 3-ї гвардійської армії і звільняв Донбас. 14 лютого 1943 в складі корпусу Редковский увірвався на станцію Дебальцеве. За цей ривок і звільнення важливого залізничного вузла 15 лютого корпус став 7-м гвардійським кавалерійським, дивізія — 14-ю гвардійською кавалерійською, а мінометний полк — 146-м гвардійським мінометним полком. Але сталося так, що стрілецькі підрозділи не змогли пробитися слідом за мобільними кіннотниками, і корпус опинився в оточенні. 10 днів кавалеристи, в тому числі і мінометна батарея Редковського, билися в оточеному місті, відбиваючи контратаки великих сил противника. До 24 лютого ряди кіннотників сильно порідшали, стали закінчуватися боєприпаси. І кавалеристи концентрованим ударом вимушені були пробиватися з оточення в районі селища Іванівка Ворошиловградської області. У цьому бою батарея Редковского своїм вогнем придушила кілька вогневих точок ворога на напрямку прориву. Після цього поріділий корпус був виведений в резерв на поповнення.
10 вересня 1943 року 7-й гвардійський кавалерійський корпус був включений до складу 61-ї армії Центрального фронту. 15 вересня гвардії старший лейтенант Редковский зі своєю батареєю брав участь у форсуванні річки Десни у селища Короп, а 21 вересня — у вуличних боях у місті Чернігів. Його мінометники своїм вогнем допомогли кавалеристам відбити у ворога кілька кварталів, винищивши при цьому багато гітлерівців. 28 вересня 1943 мінометна батарея Редковського переправилася через Дніпро в районі села Нивки, дещо північніше села Комарин Брагінського району Гомельської області. На захопленому плацдармі у кровопролитних боях були відбиті контратаки ворожої піхоти з танками. Після звільнення села Галки плацдарм став рости вглиб, і з'єднався з плацдармами, завойованими сусідніми частинами. За форсування Дніпра гвардії старший лейтенант Редковскій був нагороджений першою бойовою нагородою — орденом Червоної Зірки.
У квітні 1944 року 7-й гвардійський кавалерійський корпус був переданий до складу 69-ї армії 1-го Білоруського фронту і передислокувався на Волинь. Насамперед потрібно було вирівняти лінію фронту в районі міста Ковеля. У боях за це місто мінометна батарея гвардії старшого лейтенанта Редковского допомагала кавалеристам і стрільцям у захопленні опорних пунктів противника, точним вогнем накриваючи його вогневі точки. 20 квітня 1944 року в районі міста Ковель М. І. Редковський був контужений. За відзнаку в цих боях гвардії старший лейтенант Редковскій був нагороджений орденом Червоного Прапора.
Командир мінометної батареї 146-го полку (14-а гвардійська кавалерійська дивізія, 7-й гвардійський кавалерійський корпус, 1-й Білоруський фронт) гвардії капітан Редковский у складі штурмової групи 29 січня 1945 першим на ділянці 14-ї гвардійської кавалерійської дивізії подолав річку Одер південніше міста Кюстрин (Костшин, Польща). На захопленому плацдармі батарея вела вогонь по ворожих вогневих точках і відображала контратаки. Капітан Редковский був поранений, але залишився в строю.
24 березня 1945 року гвардії капітану Редковскому Миколі Івановичу присвоєно звання Героя Радянського Союзу з врученням ордена Леніна і медалі «Золота Зірка» (№ 7347).
У 1946 році закінчив Вищу офіцерську артилерійську школу, після чого із листопада 1946 по липень 1948 року був командиром батареї 147 артилерійського гаубичного полку 638 корпусної артилерійської бригади Далекосхідного військового округу.
У 1953 році закінчив Військову артилерійську командну академію. Проходив службу у Київському військовому окрузі: у військовій частині в місті Чугуєві, викладачем на військовій кафедрі Київського університету імені Тараса Шевченка (з 1958 по 1961 рік), старшим офіцером в Головному штабі ракетних військ стратегічного призначення, начальником курсів підготовки офіцерів-ракетників стратегічного призначення в місті Києві.
З 1963 року полковник М. І. Редковський у запасі. Жив у Києві. Працював інженером у Державному комітеті СМ УРСР з координації науково-дослідницьких робіт, начальником відділу систем управління і директором обчислювального центру Держзбуту УРСР, заступником і начальником відділу Держплану Української РСР.
У 2008 році напередодні 63-ї річниці дня Перемоги Указом Президента України Редковскому Миколі Івановичу було присвоєно військове звання генерал-майора .
Помер 28 серпня 2008 року. Похований у Києві.